# Ā̧
Cette page contient des caractères spéciaux ou non latins. S’ils s’affichent mal (▯, ?, etc.), consultez la page d’aide Unicode.
Ā̧ (minuscule : ā̧), appelé A cédille macron, est un graphème utilisé dans l’écriture du dowayo.
Il s’agit de la lettre A diacritée d’un cédille et d’un macron.

## Utilisation
Le ā̧ est utilisé en dowayo, quand les tons sont indiqués, et est notamment utilisé dans la traduction du Nouveau Testament en dowayo publiée par l’Alliance biblique du Cameroun en 1991.

## Représentations informatiques
Le A cédille macron peut être représenté avec les caractères Unicode suivants :
- précomposé (latin 1, diacritiques) :

| formes    | représentations | chaînes de caractères | points de code | descriptions                                         |
| --------- | --------------- | --------------------- | -------------- | ---------------------------------------------------- |
| capitale  | Ā̧               | Ā◌̧                    | U+0100 U+0327  | lettre majuscule latine a macron diacritique cédille |
| minuscule | ā̧               | ā◌̧                    | U+0101 U+0327  | lettre minuscule latine a macron diacritique cédille |

- décomposé (latin de base, diacritiques) :

| formes    | représentations | chaînes de caractères | points de code       | descriptions                                                     |
| --------- | --------------- | --------------------- | -------------------- | ---------------------------------------------------------------- |
| capitale  | Ā̧               | A◌̧◌̄                   | U+0041 U+0327 U+0304 | lettre majuscule latine a diacritique cédille diacritique macron |
| minuscule | ā̧               | a◌̧◌̄                   | U+0061 U+0327 U+0304 | lettre minuscule latine a diacritique cédille diacritique macron |

## Sources
- Nouveau Testament doyayo, Alliance biblique du Cameroun, 1991 (lire en ligne)